# Samuel Olai Normontanus
Samuel Olai Normontanus, född 1590 i Norbergs socken, död 1670 i Norbergs socken, var en svensk präst och riksdagsledamot.

## Biografi
Samuel Olai Normontanus föddes 1590 som son till Olaus Matthiæ Grytnæsius och fick sitt efternamn efter födelseorten. Det finns inga uppgifter att han skulle ha studerat, men han prästvigdes 1615 och blev snart komminister i födelseförsamlingen. Han kallades 1619 till domkyrkoförsamlingen som kaplan för att någon tid därefter bli syssloman vid Västerås domkyrka. 1630 blev han pastor i Romfartuna socken och 1643 i Norbergs socken samt 1646 kontraktsprost över Västerbergslagen. Under tiden i Västerås ingick han i Johannes Rudbeckius consistorium majus, men avsade sig posten.
Samuel Olai Normontanus  var fullmäktig vid riksdagen 1634.
Hustrun Brita var dotter till Christopherus Stephani Bellinus.